# Dieter Schlindwein
Dieter Schlindwein (Karlsdorf, 7 de fevereiro de 1961) é um ex-futebolista profissional alemão que atuava como defensor.

## Carreira
Dieter Schlindwein se profissionalizou no Waldhof Mannheim.

## Seleção
Dieter Schlindwein integrou a Seleção Alemã-Ocidental de Futebol nos Jogos Olímpicos de Verão de 1984, em Los Angeles.